# ماكس تايلور
ماكس تايلور (بالإنجليزية: Max Taylor)‏ هو عالم نفس بريطاني، ولد في 19 أبريل 1945.